# Autoimmun/entzündliches Syndrom induziert durch Adjuvantien
Das autoimmun/entzündliche Syndrom induziert durch Adjuvantien (englisch: autoimmune/inflammatory syndrome induced by adjuvants, kurz: ASIA, auch Syndrom autoimmunologischer Erkrankungen durch Additive) ist eine medizinische Hypothese, die eine Verbindung zwischen verschiedenen Autoimmunerkrankungen und der Gabe von Adjuvantien vermutet. ASIA wurde 2011 durch die israelischen Immunologen Yehuda Shoenfeld und Nancy Agmon-Levin postuliert.

## Hintergrund
Gemäß Shoenfelds und Agmon-Levins Hypothese soll das Syndrom u. a. folgende Krankheitsbilder beinhalten: Autoimmunerkrankungen, Sick-Building-Syndrom, Makrophagische Myofasciitis, Golfkriegssyndrom, Silikonose und allgemein derartige Symptome, die nach einer Impfung (speziell HPV-Impfung) auftreten können. Außerdem betrachten sie auch das Sjögren-Syndrom als Teil von ASIA. ASIA soll durch die chronische Exposition von Silikon, aber auch Substanzen wie Tetramethylpentadecan, aluminiumhaltige oder in Impfungen enthaltene Adjuvanzien sowie infektiöse Komponenten ausgelöst werden. Dabei könnte sich ASIA innerhalb von Tagen, aber auch erst nach 23 Jahren manifestieren.

## Rezeption
ASIA stellt ein hypothetisches Konzept dar, da das Phänomen weder in Studien reproduzierbar nachgewiesen noch ein kausaler Zusammenhang nach Impfungen bestätigt werden konnte, und wurde auch als "Impfmythos" bezeichnet. So hat eine bei über 18.000 Patienten durchgeführte Studie keine Evidenz für die Existenz von ASIA ergeben. Patienten, die 3 bis 5 Jahre lang eine spezifische Immuntherapie mit aluminiumhaltigen Allergenen erhielten, hatten sogar seltener Autoimmunerkrankungen als die Vergleichsgruppe mit (aluminiumfreier) konventioneller Behandlung. Im Vergleich zu HBV- und HPV-Impfstoffen war der Aluminiumgehalt jener Allergene um den Faktor 100 bis 500 höher.
Darüber hinaus wird kritisiert, dass das Syndrom viel zu weit gefasst ist und de facto die ganze Bevölkerung betreffen kann. Tierstudien sind zudem methodologisch fehlerbehaftet, mehrere ASIA-unterstützende Studien wurden wegen Qualitätsmängeln zurückgezogen.
Klagen vor dem US-amerikanischen Office of Special Masters aufgrund von Impfschäden wegen ASIA wurden abgelehnt. Begründet wurde dies damit, dass ASIA in der medizinischen Fachwelt nicht anerkannt ist, zudem unterscheiden die Diagnosekriterien nicht zwischen gesunden und kranken Personen.
Dass Autoimmunerkrankungen durch Impfungen, speziell HPV-Impfstoffe, verursacht werden sollen, gilt nach Einschätzung von medizinischen Fachgesellschaften, der WHO, der EMA und weiteren als widerlegt. Generell haben alle Untersuchungen zur Inzidenz von Autoimmunerkrankungen in geimpften gegenüber ungeimpften Populationen kein erhöhtes Risiko für derartige Erkrankungen im Zusammenhang mit Impfungen nachweisen können.